# Thymus holosericeus
Thymus holosericeus là một loài thực vật có hoa trong họ Hoa môi. Loài này được Celak. miêu tả khoa học đầu tiên năm 1887.